# Abramo Basevi
Abramo Basevi (Liorna, Toscana, desembre de 1818 – Florència, 1885) fou un compositor, crític musical i metge italià.
Basevi va començar com un metge a Florència (1858). Els seus primers intents van fracassar com a compositor, però va no perdre l'afició i va estrenar dues òperes amb poc èxit, titulades Romilda ed Ezzelino (1840) i Henry Howard, 1847, i algun altra tipus de música. A Florència fundà el diari musical L'Armonia i col·laborà en el Bocherini. A Florència organitzà els Matins Beethovians, que donaren origen a la Societat del Quartet, creà un institut musical i establí una associació de concursos populars.
Si com a compositor no assolí gaire anomenada, com a escriptor musical i crític arribà a adquirir certa autoritat que justifiquen les seves obres Estudi sobre l'harmonia (Florència, 1865), Estudi sobre les òperes de Giuseppe Verdi (1859), Introducció a un nou sistema d'Harmonia (1862) i Compendi de la història de la Música (1866).